# Eschberg (Saarbrücken)

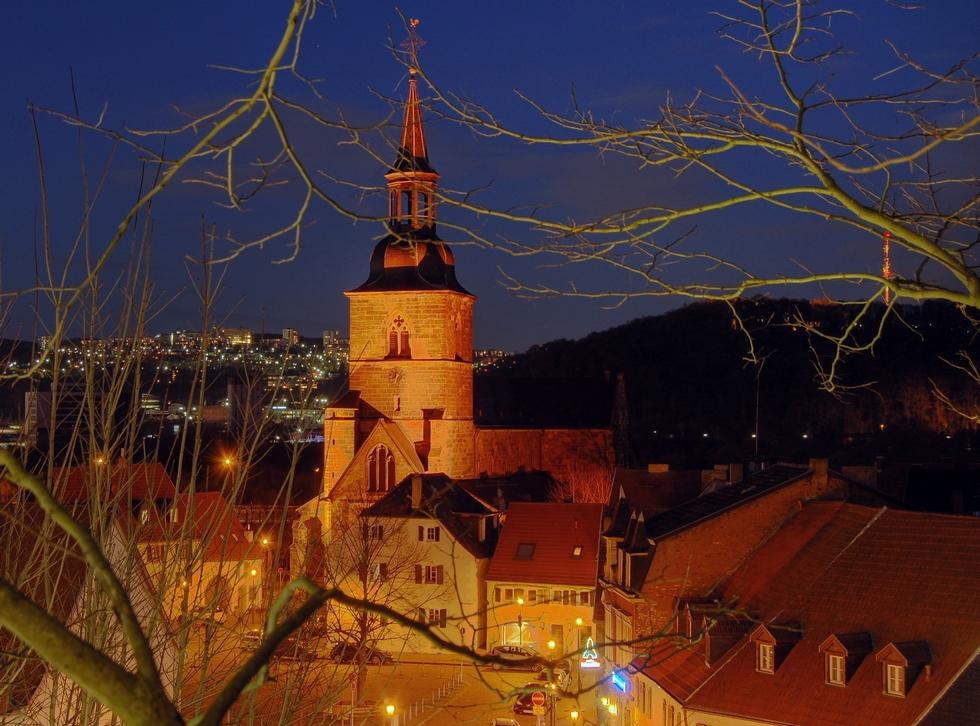
Der Eschberg bei Nacht im Hintergrund, im Vordergrund die Stiftskirche Sankt Arnual

Eschberg ist ein Stadtteil von Saarbrücken. Der Stadtteil mit der Nr. 14 gehört zum Stadtbezirk 1 Mitte. Er ist mit circa 7000 Einwohnern ein eher kleiner Teil von Saarbrücken.

## Geographie

### Lage
Der Eschberg liegt etwa 2 km östlich der Stadtmitte Saarbrückens. Zur Universität und nach Dudweiler im Norden sind es 2 bzw. 4 km, nach Scheidt im Nordosten ca. 2 km, nach Bischmisheim im Südosten und St. Arnual im Südwesten jeweils 1,5 km.
Im Gegensatz zur Namensgebung ist es nur eine Gebietsbenennung nach dem Schwarzenberg.

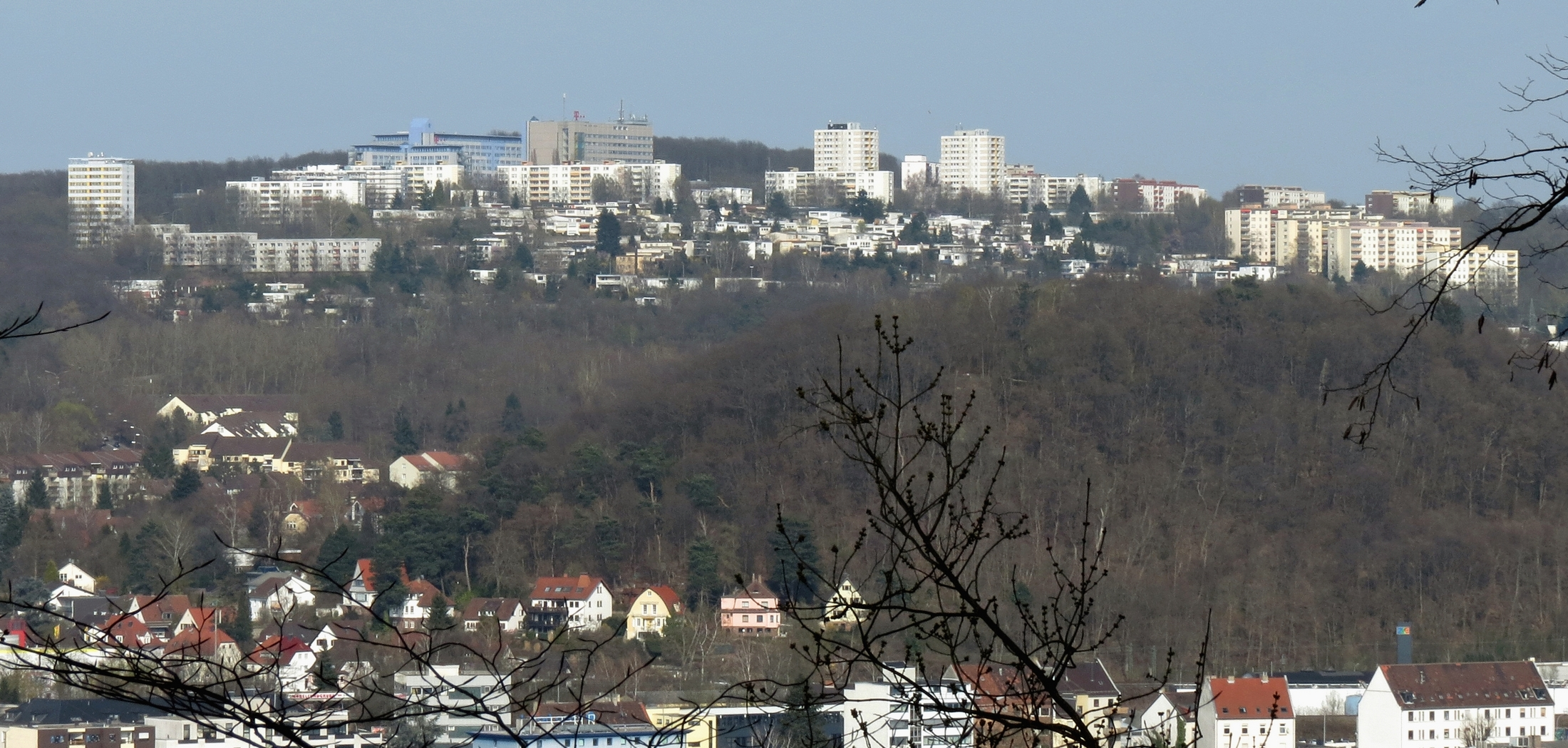
Blick vom Winterberg auf den Eschberg

### Geologie
Der Eschberg besteht an der Basis aus feinerem Sandstein der Schichten des Buntsandsteins (Pariser Becken und Germanische Trias). Am Südhang des Eschbergs befinden sich noch Reste alter Steinbrüche in den Schichten des Oberen Buntsandsteins (hartes, bankiges Felsgestein). Dieser wird im Bereich der besiedelten Fläche des Berges von Schichten des Unteren Muschelkalks überlagert, was über Jahrhunderte aufgrund der fruchtbaren Böden eine intensivere Landwirtschaft ermöglichte.

### Gewässer
Am Eschberg existieren einige Gewässer, viele sind jedoch ausgetrocknet. Am Rande des Eschberges mündet der an der Willingsquelle entspringende Kieselbach in einen Teich. Früher führte der Bach weiter ins Tal der Saar (Talverlauf inzwischen unterbrochen durch Aufschüttung der Straße Am Kieselhumes / Weimarer Straße). Im Park existieren mehrere Teiche, einer ist jedoch schon versumpft und ein weiterer ausgetrocknet. Dort existiert auch eine kleine Quelle, früher wurde der Bach, der die drei Teiche bis zum heutigen Brandenburger Platz durchfloss und in den heutigen Zooweiher mündete, auch Eschbergbach genannt.

## Geschichte

### Zum Namen des Eschbergs
Der Name kommt höchstwahrscheinlich von den Eschen am Eschberger Hof. Anderen Quellen zufolge soll einem gewissen Espergers Hensel ein Gutshof, der heute nicht mehr existiert, gehört haben.

### Ortsgeschichte

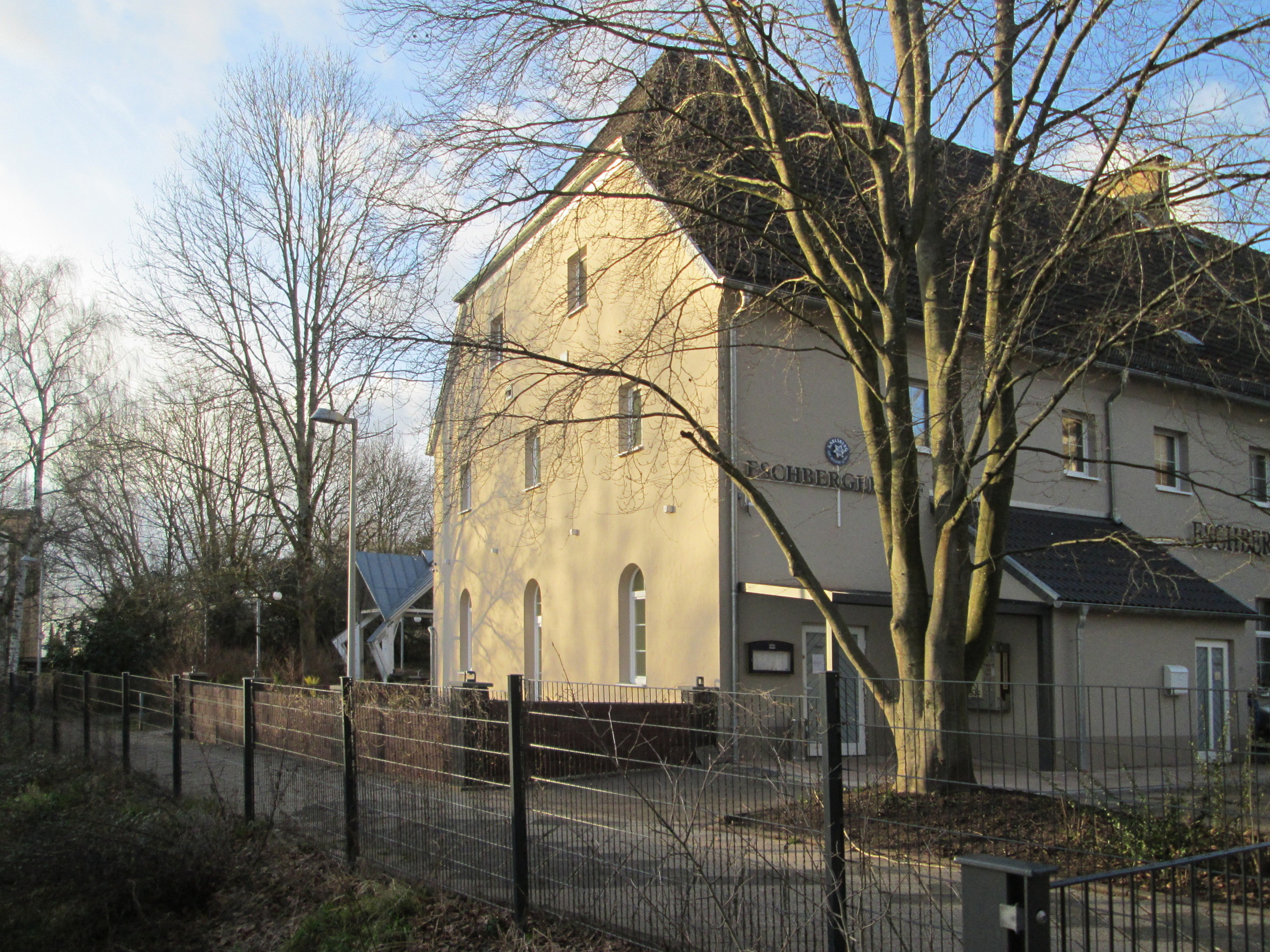
Letztes erhaltenes Gebäude des Eschberger Hofs

Der Eschberg war schon früh besiedelt. Die heutige Straße Eschberger Weg war schon sehr früh als einfacher Weg auf den Eschberg gebaut worden. Es wurden am Fuße des Berges einige Funde aus der Römerzeit entdeckt. Etwa um das Jahr 1400 soll einem Espergers Hensel (nach einigen Quellen auch Espergs Hansel oder Eschbergs Hans) ein Bauernhof gehört haben. Der Eschberger Hof gilt als eines der ältesten Gebäude dort. Einige Teile davon stammen aus dem 15. Jahrhundert. Um 1800 wurden ein Herrenhaus und ein Friedhof errichtet. Er war in der Barockzeit ein Landgut der Herrschaft von Nassau-Saarbrücken. Um 1870 gab es einen Steinbruch im Süden des heutigen Zoogeländes und der Goerdelerstraße, bis zum Jahr 1926 gab es hier auch eine Standseilbahn.

### Bebauung
Der Eschberger Hof einschließlich seiner eindrucksvollen Parkanlage mit ihrem schönen Baumbestand wurde im Jahre 1937 von der Stadt Saarbrücken erworben. Bereits zu dieser Zeit wurden Pläne zur Bebauung dieser rund 114 ha großen Fläche entwickelt. Diese erfolgte dann 1954, und ab 1958 wurden Häuser errichtet. Seit 1963 ist der Eschberg Wohngebiet.
Anfang der 1960er Jahre entwarf der Beigeordnete Krajewski für das Baudezernat der Stadt Saarbrücken einen Bebauungsplan. Ein aus Sicht der Denkmalpflege interessantes ehemaliges Stallgebäude wurde restauriert und als Gaststätte genutzt. Die Erschließung erfolgte durch eine Ringstraße mit abgehenden Stichstraßen. Aus Gründen der Verkehrssicherheit war der Fußgänger- und Fahrverkehr getrennt; statt Kreuzungen gab es nur Einmündungen, und sämtliche Haltestellen waren über Fußwege erreichbar.
Für ca. 10.000 Menschen sollten rund 3.000 Wohnungen errichtet werden, davon 1.500 im Rahmen eines Demonstrativbauprogramms, bei dem die Mietwohnungen in Fertigbauweise nach dem Verfahren Estiot-Hochtief errichtet wurden. Darüber hinaus waren Studentenwohnheime sowie ein Praktikantenheim vorgesehen. Im Rahmen eines Ländervergleichsprogramms sollten als neue Baumaterialien insbesondere Kunststoffe erprobt werden. Statt Gasanschlüssen war eine Versorgung durch Fernwärme vorgesehen.
Die Planungen sahen ein ausgewogenes Verhältnis zwischen Eigentums- und Mietwohnungen vor. Ein zentral gelegenes Einkaufszentrum sollte die Versorgung mit Dingen des täglichen Bedarfs sicherstellen und „Hausfrauen größere Wege ersparen“. Um die Entstehung einer reinen Wohn- und Schlafstadt zu vermeiden, war bereits zu Beginn der Bau eines Fernmeldeamtes mit rund 600 Mitarbeitern geplant.

### Fertighaus-Ausstellung 1964
Im Südwesten befand sich ein Hang mit einer Gesamtfläche von rund 20.000 m², der aufgrund seiner starken Neigung zunächst nicht bebaut werden sollte. Hier wurde im Jahre 1964 von der Architektengemeinschaft Dietz-Grothe-Schrempf eine Fertighaus-Ausstellung errichtet, die vom 1. bis 30. September 1964 besichtigt werden konnte. Die Vorteile der Fertigbauweise (kurzer Zeitbedarf und Einhaltung der Termine) konnten eindrucksvoll unter Beweis gestellt werden: Baubeginn der Abwasserkanäle und Straßen war am 17. Februar 1964, die Fundamentarbeiten begannen am 15. April, am 27. Mai wurden die ersten Fertigteile montiert, und Ende August 1964 war die gesamte Baumaßnahme abgeschlossen.
Die Ausstellung befand sich in einer Ringstraße (heute: Westpreußenring) zwischen Weimarer Straße und Pommernring. Sie bestand aus 31 Häusern mit insgesamt 33 Wohnungen:
- 19 Bungalows
- ein zweigeschossiges Doppelhaus mit je zwei Wohnungen
- zwei zweigeschossige Einfamilien-Reihenhäuser (drei Einheiten)
- ein zweigeschossiges Einfamilien-Reihenhaus (vier Einheiten)

Die Gebäude wurden von folgenden 13 Herstellern errichtet:
- Passage-Kaufhaus AG, Saarbrücken
- Neckermann Eigenheim GmbH
- Quelle-Fertighaus GmbH
- Hoesch AG
- Decoba-Fertighaus
- Camus-Dietsch, Marienau
- Tavellon
- Okal-Fertighaus
- Olympia GmbH, Saarbrücken
- Ingenieurbüro für Fertighäuser GmbH, Saarbrücken-Klarenthal
- Amerikanische Komfort-Bungalow
- Wolff Fertighaus GmbH
- Heimbau Schick KG, Sulzbach/Saar

Es kamen 13 verschiedene Konstruktionssysteme zur Anwendung:
- Holzrahmenelemente mit Isolierpapier, Mineralfaserplatten und Papiergipsplatten, örtlich gemauertes Untergeschoss
- Stahlrohrgerüst in Hartschaum, außen Spaltklinker, innen Perlgipsplatten
- Holzrahmenelemente mit Kunstharz-Außenputz, Röhrenspanplatten, Faserplatten, Spanplatten, Papiergipsplatten
- lamellierte Holzrahmenelemente mit Kunstharz-Außenputz, Spanplatten, Phenolharzschaum
- Stahlblechelemente auf Profilstahlrost, innen und außen vergütetes Stahlblech, Hartschaumplattenisolierung
- Holzrahmenelemente, außen Decoba-bakelisierte Sperrholzplatten, Hartschaum, Papiergipsplatten innen
- Großplatten in Schwerbeton-Bauweise (8 cm Schwerbeton, 3 cm Hartschaum, 14 cm Schwerbeton)
- Holzrahmenelemente mit Elastizell-Schaumbeton, außen Elastizellputz
- Profilstahlfachwerk mit Bimsbetonplatten
- Holzrahmenelemente mit Spaltplatten auf Hartschaumkern, Holzspanplatten und Papiergipsplatten
- Holzrahmenelemente mit 4 mm Eternit außen, Isolierpappe, Holzfaserplatten, Fasermatten, innen Papiergipsplatten
- Holzrahmenelemente mit bakelisiertem Sperrholz außen, Hartschaumisolierung, innen Spanholzplatten belüftet
- Mehrschicht-Verbundplatte, außen Aluminium mit Dispersions-Außenputz, Spezial-Hartschaum, innen Rigipsplatte

Die Festpreise einschließlich Kellerdecke frei Baustelle sowie schlüsselfertiger Montage lagen für ein Fertighaus bzw. eine Einheit je nach Ausführung und Größe zwischen ca.
49.000 DM und 107.000 DM (entspricht heute 123.000 EUR bis 268.000 EUR). Teilweise waren hierin Rollläden, Isolierverglasung, komplett ausgestattetes Bad und WC sowie Einbauküche mit Elektroherd, Kühlschrank und Nirosta-Spüle enthalten.
Hinzu kamen die Kosten für konventionell errichtete Bauteile (insbesondere Keller), Erdaushub sowie Anschlusskosten, die je nach Ausführung erheblich schwankten und nach damaliger Schätzung zwischen 7.600 DM und 80.000 DM (entspricht heute 19.000 EUR bis 201.000 EUR) liegen sollten.

## Bevölkerungsentwicklung
| Datum | Einwohner |
| ----- | --------- |
| 1965  | 5.865     |
| 1970  | 6.987     |
| 1980  | 7.861     |
| 1990  | 8.896     |
| 2000  | 7.743     |
| 2010  | 7.032     |

## Infrastruktur
Am Fuße des Eschbergs befindet sich im Süden des Einkaufszentrums Saarbasar sowie der Saarbrücker Zoo. Von dort führt die Breslauer Straße Richtung Fernmeldeamt und zum Halberg, dem Sitz des Saarländischen Rundfunks. Auf dem Eschberg gibt es am Brandenburger Platz ein Einkaufszentrum mit Geschäften und Dienstleistungsunternehmen für den täglichen Bedarf. Die medizinische Versorgung wird durch ansässige Ärzte, eine Apotheke und eine Praxis für Physiotherapie gewährleistet. Das zweite Zentrum des Eschbergs findet sich am Eschberger Hof, dem ehemaligen Stallgebäude des Hofes, mit dem gleichnamigen Lokal. Dort sind ebenfalls Ärzte und eine Praxis für Physiotherapie ansässig. Über den Eschberg verteilt findet man an drei Standpunkten Senioren- bzw. Pflegeheime. Für Erwachsene mit geistiger Behinderung steht ein Wohnheim der Lebenshilfe zur Verfügung.
Außerdem gibt es das ursprünglich geplante Fernmeldezentrum mit einem Erweiterungsbau aus den 1980er Jahren. Da der Platzbedarf der Telekom immer weiter zurückging, ist das Finanzamt Saarbrücken im Januar 2022 in einen Teil des Fernmeldeamtes auf den Eschberg gezogen. Dieser Umzug wurde nötig, da das Gebäude des Finanzamtes in der Straße Am Stadtgraben sanierungsbedürftig ist. Das denkmalgeschützte Gebäude Am Stadtgraben, ein Zweckbau aus den späten 1960er Jahren, soll abgerissen werden.

### Grundschule
Die Grundschule Saarbrücken-Eschberg ist eine freiwillige Ganztagsschule auf dem Eschberg, die 1966 eröffnet wurde. Der ehemalige Hort ist jetzt als „Sozialpädagogischer Bereich der FGTS Saarbrücken-Eschberg“ Bestandteil der Schule mit Wolfgang Hummel als Leiter. Seit dem Schuljahr 2013/14 ist Sven Rave der Rektor der Schule. Im Schuljahr 2016/17 werden ca. 220 Schüler von 22 Lehrkräften in 11 Klassen unterrichtet. Im Schuljahr 2020/2021 besuchen etwa 231 Schülerinnen und Schüler in 12 Klassen, d. h. alle Klassenstufen sind dreizügig.

### Bildungseinrichtungen
- Grundschule Saarbrücken-Eschberg
- Katholische Bücherei im Pfarrzentrum
- Evangelischer Kindergarten Eschberg
- Katholischer Kindergarten Sankt Augustinus
- Städtischer Kindergarten Eschberg
- Inklusive Kindertagesstätte der Lebenshilfe
- Sozialpädagogischer Bereich der Freiwilligen Ganztagsschule Saarbrücken-Eschberg (ehemaliger Städtischer Kinderhort Saarbrücken-Eschberg)
- Kinderkrippe des Vereins Menschenskinder e. V.
- Behinderten-Handicap-Radio e. V.

### Verkehr
Die Hauptverkehrsachsen des Eschbergs sind der Schlesienring, die Breslauer Straße, der Mecklenburgring, der Eschbergerweg und der Pommernring. Die Buslinien 105, 107, 139 und die Schulbuslinien 820 und 809 befahren den Stadtteil. Eisenbahnverkehr spielt nur eine kleinere Rolle, nahegelegene Bahn-Haltepunkte am Fuße des Eschbergs sind Saarbrücken Ost und Schafbrücke, sowie die Haltestellen Römerkastell und Kieselhumes der Saarbahn.
Bis 1976 führte eine Güterstrecke zu einem Fabrikgelände am Eschbergerweg. Von 1895 bis 1926 fuhr eine Standseilbahn zum Steinbruch auf dem Eschberg.

## Kirchen
- Kath. Kirche St. Augustinus
- Ev. Maria-Magdalenen-Kirche

## Vereine
- Motorsportfreunde Saarbrücken-Eschberg
- Eschberger Hofplatzverein
- Behinderten-Handicap-Radio